# Gotein
Pour les articles homonymes, voir Gotein.
Gotein est une ancienne commune française du département des Pyrénées-Atlantiques. Le 12 mai 1841, la commune fusionne avec Libarrenx pour former la nouvelle commune de Gotein-Libarrenx.

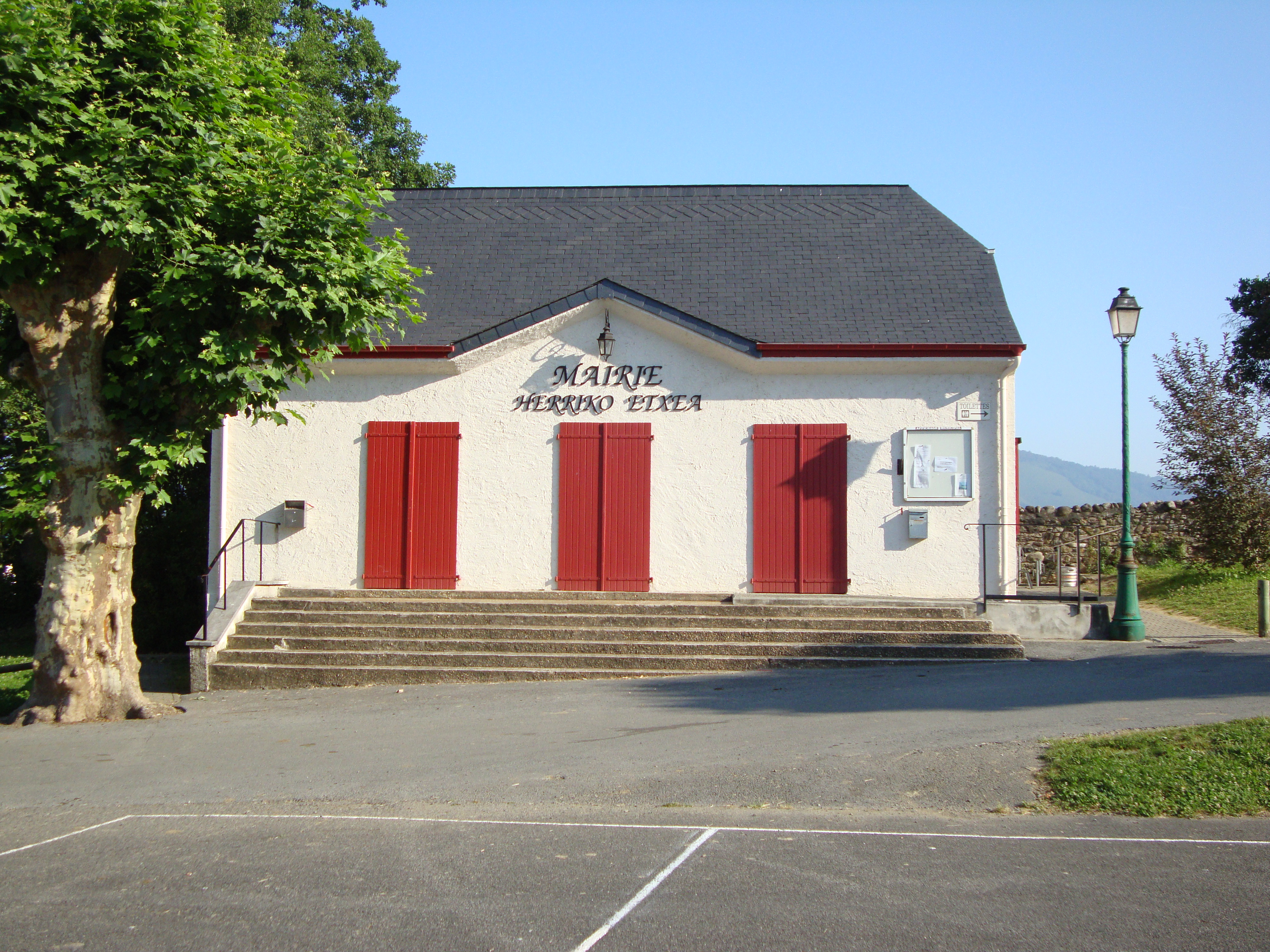
La mairie à Gotein

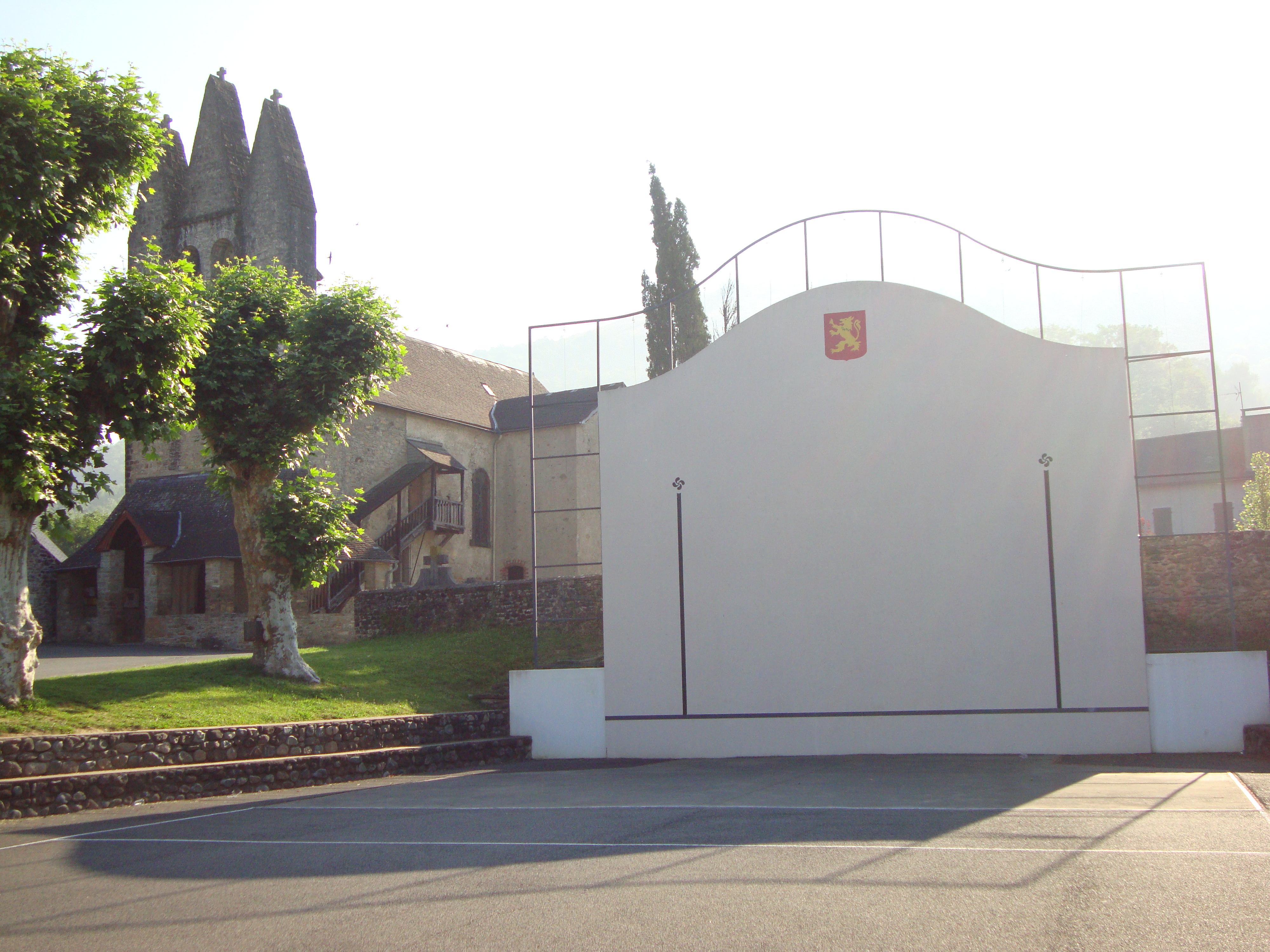
Fronton

Église trinitaire de Gotein

## Géographie
Gotein fait partie de la Soule. Le village se situe au cœur du Pays basque français, à 4 kilomètres de la capitale de la Soule, Mauléon-Licharre.

## Toponymie
Son nom basque est Gotaiñe.
Le toponyme Gotein apparaît sous les formes 
Gotenh (1375, contrats de Luntz), 
Goutain (XVIIe siècle, titres D'Arthez-Lassalle).

## Démographie
| 1793 | 1800 | 1806 | 1821 | 1831 | 1836 |
| ---- | ---- | ---- | ---- | ---- | ---- |
| 260  | 229  | 276  | 240  | 318  | 319  |

## Culture locale et patrimoine

### Patrimoine civil
La colline Gastelugain abrite une enceinte dite protohistorique à gradins et crète barrée.

### Patrimoine religieux
Gotein possède une église au clocher-mur dit "trinitaire" c'est-à-dire que la crête du mur, percé de baies où tintent les cloches, s'y achèvent par trois grandes pointes à peu près d'égale hauteur, figurant la Trinité.

### Personnalité liée à la commune
Pierre Elichondo, joueur de rugby et militaire français né à Gotein en 1892.

## Pour approfondir